# جمعية علم السموم البيئية وكيمياء البيئة
جمعية علم السموم البيئية وكيمياء البيئة هي منظمة دولية مختصة بعلم السموم البيئية والكيمياء البيئية.

## لمححة تاريخية
أنشئت جمعية علم السموم البيئية وكيمياء البيئة في قارة أمريكا الشمالية في عام 1979 بهدف السماح بالاتصال متعدد التخصصات بين علماء البيئة حول العالم، ومن بينهم علماء الكيمياء البيئية وعلماء السموم البيئية.

## الدور
تعمل جمعية علم السموم البيئية وكيمياء البيئة على دعم مجالات العلوم البيئية من خلال عقد الاجتماعات وورش العمل والندوات إلى جانب منح جوائز تقديرية للتميز في تخصصات العلوم البيئية، وتعزيز مجالات التعلم من خلال تنظيم دورات تدريبية ودعم الطلاب ومساعدة الباحثين في نشر أبحاثهم ودراساتهم من خلال برنامج النشر الخاص بها.

## الأنشطة

### الفعاليات
تعقد جمعية علم السموم البيئية وكيمياء البيئة اجتماعات وفعاليات في جميع أنحاء العالم.

### المنشورات
تصدر جمعية علم السموم البيئية وكيمياء البيئة مجلتين علميتين إحداهما هي مجلة علم السموم البيئية وكيمياء البيئة، والتي تأسست في عام 1982، وكانت تصدر بشكل سنويّ حتى عام عام 1986، وأصبحت تنشر بشكل شهري منذ ذلك العام. والمجلة الثانية هي مجلة التقييم البيئي المتكامل والإدارة. كما تصدر جمعية علم السموم البيئية وكيمياء البيئة كتبًا وأوراق بحثية وموجزات علمية سهلة القراءة، وهي متاحة للجمهور عبر شبكة الإنترنت.